# صنایع استارچیسر
صنایع استارچیسر (انگلیسی: Starchaser Industries) شرکت هوافضای بریتانیایی است، که در سال ۱۹۹۲ تأسیس شد.